# Pholcus mohang
Espèce
Pholcus mohang est une espèce d'araignées aranéomorphes de la famille des Pholcidae.

## Distribution
Cette espèce est endémique du Jeolla du Nord en Corée du Sud,. Elle se rencontre dans le district de Buan.

## Description
Le mâle holotype mesure 5,72 mm et la femelle paratype 4,90 mm.

## Systématique et taxinomie
Cette espèce a été décrite par Jang, Bae, Lee, Yoo et Kim en 2023.

## Étymologie
Son nom d'espèce lui a été donné en référence au lieu de sa découverte, Mohang.

## Publication originale
- Jang, Bae, Lee, Yoo & Kim, 2023 : « Five new species of the Pholcus phungiformes species group (Araneae, Pholcidae) from South Korea. » ZooKeys, vol. 1178, p. 97-114 (texte intégral).